# 불교 용어 목록 (수)

바로가기:
ㄱ
경
구
ㄴ
ㄷ
ㄹ
ㅁ
명
무
묵
ㅂ
불
ㅅ
삼
삽
선
소
수
시
심
ㅇ
오
온
유
육
이
ㅈ 

정
지
ㅊ
ㅋ
ㅌ
ㅍ
ㅎ

## 수
수(受, 산스크리트어: vedanā, 팔리어: vedanā, 영어: feeling, sensation)는 설일체유부의 5위 75법에서 심소법(心所法: 46가지) 중 대지법(大地法: 10가지) 가운데 하나이며, 유식유가행파와 법상종의 5위 100법에서 심소법(心所法: 51가지) 중 변행심소(遍行心所: 5가지) 가운데 하나이다.
수(受)는 다른 마음작용인 촉(觸, 산스크리트어: sparśa, 팔리어: phassa)이 발생할 때 동시에 생겨나는 마음작용으로,
마음(6식 또는 8식, 즉 심왕, 즉 심법)으로 하여금
대상에 대해 "괴롭다[苦], 즐겁다[樂], 괴롭지도 않고 즐겁지도 않다[不苦不樂]"
또는 "나쁘다[苦], 좋다[樂], 나쁘지도 않고 좋지도 않다[不苦不樂]"고
느끼게 하는 마음작용이다.
수(受)는 5온의 수온(受蘊)에 해당한다.
세친은 《대승오온론(大乘五蘊論)》에서 고(苦) · 낙(樂) · 불고불락(不苦不樂)의 3수(三受)를 대지법 또는 변행심소에 속한 다른 마음작용인 촉(觸: 근·경·식의 3사의 화합)과 욕(欲: 욕구 또는 욕망)과의 상관관계하에서 다음과 같이 정의하고 있다.
樂謂滅時有和合欲。

苦謂生時有乖離欲。

不苦不樂謂無二欲。

즐겁다는 느낌[樂受]이란 [그 지각대상이] 사라질 때 [그것과] 다시 만나고 싶어하는 욕구[和合欲]가 있는 것을 말한다.

괴롭다는 느낌[苦受]이란 [그 지각대상이] 생겨날 때 [그것과] 떨어지고 싶어하는 욕구[乖離欲]가 있는 것을 말한다.

괴롭지도 즐겁지도 않다는 느낌[不苦不樂受]이란 이들 2가지 욕구[欲]가 없는 것을 말한다.
— 세친 조, 현장 한역. 《대승오온론》, p. 8. 한문본

《품류족론》 제2권에 따르면,
수(受)는 수(受: 영납) · 등수(等受: 평등한 영납) · 각별등수(各別等受: 저마다 따로따로의 평등한 영납) · 이수(已受: 이미 지나간 영납) · 수류(受類: 영납의 부류)를 말한다.

## 수계
수계(受戒)는 불교 교단에 들어가는 사람들을 위한 입단 의식(入團儀式)이다.

## 수관
수관(隨觀, 산스크리트어: anudarśin, sam-anu-√paś)은 자세하게 관찰하는 것을 말한다. 등수관(等隨觀)이라고도 하며 등수관견(等隨觀見)이라고도 한다.

## 수단
수단(修斷)은 수소단(修所斷)의 다른 말이다.

## 수도소단
수도소단(修道所斷)은 수소단(修所斷)의 다른 말이다.

## 수릉엄삼매
수릉엄삼매(首楞嚴三昧,
산스크리트어: śūraṃ-gama,
영어: firmly maintaining all dharmas) 또는 수능엄삼매는 건행삼매(健行三昧)라고도 하며, 108삼매 가운데 언급되는 순서로 제1번째 삼매이다. 제2번째 삼매는 보인삼매(寶印三昧)이다. 불설수능엄삼매경이 있다.
《대지도론》 제47권에서는 다음과 같이 설명하고 있다.
 云何名首楞嚴三昧？知諸三昧行處，是名首楞嚴三昧。

 
무엇을 수릉엄(首楞嚴)삼매라 하느냐 하면, 모든 삼매의 행한 곳을 아나니, 이것을 수릉엄삼매라 하느니라.
 — 《대지도론》 제47권. 한문본 & 한글본

## 수면
1. 수면(隨眠, 산스크리트어: anuśaya, 팔리어: anusaya)은 근본번뇌의 다른 말이며, 근본번뇌라는 말을 줄여서 그냥 번뇌라고도 한다. 유정을 따라[隨] 일어나며 또한 그 행상(行相: 작용하는 모습)이 미세[眠]하므로 수면이라고 한다. 또한, 유정을 쫓아다녀[隨逐] 마음이 혼미한 상태에 있게 하는 것이 잠자는[眠] 것과 같으므로 수면이라고 한다. 6수면(六隨眠) · 7수면(七隨眠) · 10수면(十隨眠) · 98수면(九十八隨眠)이 있다.
수면(隨眠)의 성격 또는 본질에 대해서는 부파 또는 종파에 따라 의견이 달랐다.
설일체유부에서는 수면(隨眠: 근본번뇌 또는 번뇌)을 마음과 상응하는 법이라고 보아, 심소법으로 분류하였다. 반면, 부파불교의 분별부(分別部)와 독자부(犢子部)에서는 수면(隨眠)을 불상응행법에 속한 것으로 보았다. 그리고 대중부(大眾部)와 화지부(化地部)에서는 현행하는 번뇌와 훈습에 의해 형성된 종자 상태의 번뇌를 구분하여 전자를 전(纏)이라고 부르고 후자를 수면(隨眠)이라 불렀는데, 수면을 불상응행법에 속한 것으로 보았다. 경량부(經量部)에서는 번뇌가 각성되어 활동 상태에 있는 것을 전(纏)이라 하고 번뇌의 종자 상태 즉 번뇌가 잠복되어 있는 상태 또는 잠자는 상태를 수면(隨眠)이라 하였는데, 수면은 마음과 상응하는 법도 상응하지 않는 법도 아니라고 하였다. 즉 심소법에 속한 것도 불상응행법에 속한 것도 아니라고 하였다. 대승불교의 유식유가행파에서도 수면과 번뇌가 같은 것으로 보지 않았다. 유식유가행파에서는 대체로 수면을 번뇌의 습기(習氣)인 것으로, 즉 종자인 것으로 보았는데, 이 번뇌의 종자가 유정을 따라 쫓아다니며 아뢰야식내에 잠자듯이 엎드려 있는 잠재 상태로 존재한다고 보았다.
2. 수면(睡眠,
산스크리트어: middha,
팔리어: middha,
영어: torpor,
sleep,
drowsiness)은
설일체유부의 5위 75법에서 심소법(心所法: 46가지) 중
부정지법(不定地法: 8가지) 가운데 하나이며,
유식유가행파와 법상종의 5위 100법에서 심소법(心所法: 51가지)의
부정심소(不定心所: 4가지) 가운데 하나이다.
수면(睡眠)은 마음(6식 또는 8식, 즉 심왕, 즉 심법)으로 하여금 암매(闇昧: 흐리멍덩함, 어리석고 몽매함)해지게 하는 마음작용이다. 마음(6식 또는 8식, 즉 심왕, 즉 심법)의 제6 의식이 깊이 잠자는 것을 수(睡)라 하고 전5식(前五識)이 캄캄하여 작용하지 않는 것을 면(眠)이라 한다. 달리 말하면, 휴식과 재충전 등의 필요상 불가피하게 수면(睡眠)과 상응해야만 하는 마음(6식 또는 8식, 즉 심왕, 즉 심법)은 어둡고 자유롭지 못한 상태에 처해 있는 것이다. 한편, 수면(睡眠)을 줄여서 간단히 면(眠)이라고도 한다.

## 수명
1. 수명(壽命)은 명자(命者,
산스크리트어: jiva,
팔리어: jīva)의 다른 말이다.
2. 수명(壽命)은 심불상응행법 가운데 하나인 명근(命根)을 말한다.

## 수번뇌심소
수번뇌심소(隨煩惱心所, 산스크리트어: upakleśa-caitasa, 영어: secondary unwholesome factors)는 대승불교의 유식유가행파와 법상종의 5위 100법의 법체계에서, 심소법(心所法: 51가지) 그룹[位]의 6가지 세부 그룹인 변행심소(遍行心所: 5가지) · 별경심소(別境心所: 5가지) · 선심소(善心所: 11가지) · 번뇌심소(煩惱心所: 6가지) · 수번뇌심소(隨煩惱心所: 20가지) · 부정심소(不定心所: 4가지) 중의 하나이다.
수번뇌심소는 수번뇌(隨煩惱)들로 구성된 마음작용들의 그룹이다. 수번뇌(隨煩惱)는 근본번뇌들, 즉 번뇌심소에 속한 6가지 번뇌성의 마음작용들, 즉 탐(貪) · 진(瞋) · 만(慢) · 무명(無明) · 의(疑) · 부정견(不正見)을 발동근거[所依]로 하여 일어나는 2차적인 번뇌성의 마음작용들을 말한다. 즉, 각각의 수번뇌는 독립적으로 작용하지 않고, 근본번뇌의 하나 혹은 다수의 작용에 의해 동류(同類)로서 이끌려 일어난다.
대승불교의 유식유가행파와 법상종에 따르면, 총 20가지의 마음작용들이 수번뇌를 구성하는데, 이들은 다시 그 성격에 따라 소수번뇌심소(小隨煩惱心所: 10가지) · 중수번뇌심소(中隨煩惱心所: 2가지) · 대수번뇌심소(大隨煩惱心所: 8가지)의 3그룹으로 나뉘며, 이 3그룹에 속한 번뇌성의 마음작용들은 다음과 같다.
- 소수번뇌심소(小隨煩惱心所: 10가지): 분(忿) · 한(恨) · 뇌(惱) · 부(覆) · 광(誑) · 첨(諂) · 교(憍) · 해(害) · 질(嫉) · 간(慳)
- 중수번뇌심소(中隨煩惱心所: 2가지): 무참(無慚) · 무괴(無愧)
- 대수번뇌심소(大隨煩惱心所: 8가지): 불신(不信) · 해태(懈怠) · 방일(放逸) · 혼침(惛沈) · 도거(掉擧) · 실념(失念) · 부정지(不正知) · 산란(散亂)

소수번뇌심소(小隨煩惱心所: 10가지)에서 '소'수번뇌(小隨煩惱)라는 명칭은 이 그룹에 속한 번뇌성의 마음작용들은 모두 개별적으로 일어나는 수번뇌(隨煩惱: 근본번뇌를 의지하여 근본번뇌와 함께 일어나는 2차적인 번뇌)라는 것을 뜻하며, 이러한 이유 때문에 '소(小)'라는 낱말을 사용하여 명명된 것이다. 즉, 소수번뇌(小隨煩惱)라는 말은 각기 따로 일어나는 2차적인 번뇌를 뜻한다. 그리고, 각기 따로 일어난다는 것이란, 소수번뇌심소에 속한 마음작용들은 심한 번뇌, 즉 불선(악)으로 분류되는 번뇌들인데, 마음이 쌓은 악업에 따라 그에 상응하여 각각의 불선(악)이 일어난다는 것을 말한다. 소수번뇌심소에 속한 마음작용들이 중수번뇌심소나 대수번뇌심소에 속한 마음작용들보다 더 심한 번뇌성의 마음작용들, 즉 더 오염된 마음작용들이다. '소(小)'가 심하지 않은 번뇌 또는 덜 오염된 마음작용을 의미한다고 혼동하지 않아야 한다. 간단히 말하자면, '소'수번뇌(小隨煩惱)는 '덜한' 2차적인 번뇌가 아니라 '특수한 또는 심한' 2차적인 번뇌를 뜻한다.
중수번뇌심소(中隨煩惱心所: 2가지)에서 '중'수번뇌(中隨煩惱)라는 명칭은 이 그룹에 속한 번뇌성의 마음작용들은 모든 불선심(不善心), 즉 악한 마음과 언제나 함께 일어나는 수번뇌라는 것을 뜻하며, 이러한 이유 때문에 '중(中)'이라는 낱말을 사용하여 명명된 것이다.  여기서, 모든 불선심(不善心)을 말하고 있지 모든 염오심(染污心) 즉 번뇌에 물든  모든 마음을 말하고 있지 않다는 것에 주의할 필요가 있다. 불선심은 염오심의 일부로서, 바른 지혜가 현현(顯現: 명백하게 나타남)하는 것을 장애하는 것에 그치지 않고 악한 과보를 일으킬 정도의 심한 번뇌, 즉 심한 번뇌성의 마음작용과 상응하고 있는 상태의 마음을 말한다. '불선심(不善心)과 언제나 함께 일어난다는 것'이란, 달리 말하면, 중수번뇌심소(中隨煩惱心所: 2가지)에 속한 무참(無慚)과 무괴(無愧)는 각각 자신과 남에 대해 반성함 또는 수치스러워함이 없는 것인데, 이러한 성질이 모든 악한 마음에서는 언제나 발견되며 이러한 성질이 모든 악한 마음에서 언제나 작용하고 있다는 것을 뜻한다. 간단히 말하자면, '중'수번뇌(中隨煩惱)는 '특수하지도 일반적이지도 않은' 2차적인 번뇌를 뜻한다.
대수번뇌심소(大隨煩惱心所: 8가지)에서 '대'수번뇌(大隨煩惱)라는 명칭은 이 그룹에 속한 번뇌성의 마음작용들은 모든 염오심(染污心) 즉 번뇌에 물든 모든 마음과 언제나 함께 일어나는 수번뇌라는 것을 뜻하며, 이러한 이유 때문에 '대(大)'라는 낱말을 사용하여 명명된 것이다. 즉, 대수번뇌심소에 속한 마음작용들은 모든 염오한 마음에서 언제나 발견되며 모든 염오한 마음에는 이들이 동시에 함께 작용하고 있다는 것을 말한다. 간단히 말하자면, '대'수번뇌(大隨煩惱)는 '일반적인' 2차적인 번뇌를 뜻한다. 이에 비해 '근본'번뇌(根本煩惱)는 '뿌리가 되는 1차적인[根本]' 번뇌를 뜻한다.

## 수번뇌심소의 근본번뇌
《성유식론》 제6권에 따르면 각각의 수번뇌(隨煩惱: 20가지)는 아래 목록에 나열된 바와 같이 근본번뇌(根本煩惱: 6가지)로부터 따라 일어난다. 한편, 부(覆)의 경우처럼 발동근거가 되는 근본번뇌에 대한 논사들의 의견이 서로 다른 경우가 있는데, 아래 목록에서는 콤마로 구분하며, 처음에 나오는 것이 호법의 견해이다.
1. 분(忿): 진(瞋)
2. 한(恨): 진(瞋)
3. 뇌(惱): 진(瞋)
4. 부(覆): 탐(貪) · 치(癡), 치(癡)
5. 광(誑): 탐(貪) · 치(癡)
6. 첨(諂): 탐(貪) · 치(癡)
7. 교(憍): 탐(貪)
8. 해(害): 진(瞋)
9. 질(嫉): 진(瞋)
10. 간(慳): 탐(貪)
11. 무참(無慚): 별도의 자체가 있음, 탐(貪)
12. 무괴(無愧): 별도의 자체가 있음, 탐(貪)
13. 불신(不信): 신(信)이 뒤집어진 것으로 별도의 자체가 있는 것은 아님
14. 해태(懈怠): 근(勤)이 뒤집어진 것으로 별도의 자체가 있는 것은 아님
15. 방일(放逸): 해태(懈怠) · 탐(貪) · 진(瞋) · 치(癡)
16. 혼침(惛沈): 치(癡), 치(癡)에만 포함되는 것은 아님, 별도의 자체가 있음 (호법의 견해가 무엇인지는 나오지 않음)
17. 도거(掉擧): 탐(貪), 별도의 자체가 있음
18. 실념(失念): 염(念) · 치(癡), 염(念), 치(癡)
19. 부정지(不正知): 혜(慧) · 치(癡), 혜(慧), 치(癡)
20. 산란(散亂): 별도의 자체가 있음, 치(癡), 탐(貪) · 진(瞋) · 치(癡)

## 수설
수설(隨說)의 문자 그대로의 뜻은 '따르는 말'로, 능전의 명(能詮의 名)을 말한다.
《해심밀경》 제5권에서는 관대도리(觀待道理)를 정의하면서 수설(隨說)을 언급하는데, 인(因)이나 혹은 연(緣)이 능히 모든 행(行: 유위법)을 생겨나게 하며 또한 해당 행(行: 유위법)에 따르는 말[隨說] 즉 관련된 개념도 일으키는 것을 관대도리라 정의하고 있다.

## 수수음
수수음(受受陰)은 수취온(受取蘊)의 다른 말이다.

## 수소단
《구사론》의 설일체유부의 교학에 따르면, 수소단(修所斷, 산스크리트어: bhāvanā-heya)은 선정(禪定)을 통한 반복된 관찰, 즉 4제(諦)를 관찰하고 나서 그 후 오랜 시간 동안 자주자주 도(道)를 수습하는 것인 수도(修道)에 의해 끊어지는 법(法)으로, 여기서의 법은 번뇌(煩惱)인 유루법(有漏法)들과 이것들과 상응하여 함께 발생하는 불상응행법(不相應行法)들을 말한다. 수도소단(修道所斷), 수단(修斷) 또는 수혹(修惑)이라고도 한다. (참고: 견소단(見所斷), 비소단(非所斷))

## 수소성혜
수소성혜(修所成慧)는 수혜(修慧)의 다른 말이다.

## 수소인색
수소인색(受所引色)은 대승불교의 유식유가행파의 교학에서 극략색 · 극형색 · 수소인색 · 변계소기색 · 정자재소생색의 5가지 법처소섭색(法處所攝色) 가운데 하나이다. 수소인색의 한자어 문자 그대로의 뜻은 '받아서 끌어들인 색'으로, 특히 수계(受戒)를 통해 형성되는 무표색(無表色) 즉 무표업(無表業), 즉 잠재력으로서의 무형의 색 또는 무형의 잠재력 또는 원동력으로서의 색을 뜻한다.
수소인색은 무표색 즉 무표업을 의미한다. 부파불교의 설일체유부의 교학에 따르면 무표색 즉 무표업은 몸과 말로 짓는 선 · 악의 구업(口業) 또는 신업(身業)이 발동될 때 그와 동시에 신체 내부의 지 · 수 · 화 · 풍의 4대종을 원소로 하여 신체 내에 생겨나는 무형의 물질을 말하는 것으로, 일종의 잠재력 또는 원동력이다. 특히, 이러한 무표색 교학에 따르면, 계를 지키면 즉 선을 행하면 그와 동시에, 그 선에 상응하는 만큼의, 악을 막고 그치게 하는 작용을 하는 무형의 잠재력 또는 원동력으로서의 무형의 물질 즉 무표색이 지 · 수 · 화 · 풍의 4대종을 원소로 하여 신체 내에 형성된다고 본다. 마찬가지로 악을 행하면 그와 동시에, 그 악에 상응하는 만큼의, 선을 막고 그치게 하는 작용을 하는 무형의 잠재력 또는 원동력으로서의 무형의 물질 즉 무표색이 지 · 수 · 화 · 풍의 4대종을 원소로 하여 신체 내에 형성된다고 본다.
이와 같이 설일체유부에서는 무표색을 4대종을 원소로 하여 신체 내에 형성되는 색이라고 보기 때문에, 무표색은 실색(實色) 즉 실재하는 색이라고 본다. 즉 무표색을 실법(實法)이라고 본다. 이에 비해, 유식유가행파에서는 무표색 즉 수소인색이란 강력한 사(思)의 마음작용에 의해 일어난, 즉 강한 의지에 의해 일어난, 선한 것이건 혹은 악한 것이건, 구업(口業) 또는 신업(身業)의 행위가 있을 때 그 의지와 행위가 아뢰야식에 훈습되어 새로이 생겨나는 종자나 혹은 그 의지와 행위에 의해 세력이 증장되는 기존의 종자를 마치 신체 내에 형성된 어떤 실재하는 법인 것처럼 가립한 것이라고 본다. 따라서, 무표색 즉 수소인색은 가법(假法)이라고 본다.

## 수습
1. 수습(修習, 산스크리트어: bhāvanā, 팔리어: bhāvanā)의 한자어 문자 그대로의 뜻은 '닦고 익힘'으로, 수행(修行)의 다른 말이다. 줄여서 수(修) 또는 습(習)이라고도 한다. 엄밀히 말하면, 수습은 수행법[行法]을 반복 실천하여 자주 자주 훈습하는 것을 뜻하는데, 이를 전통적인 표현으로 삭삭훈습(數數薰習)이라 한다.
2. 대승불교의 유식유가행파의 자량위(資糧位) · 가행위(加行位) · 통달위(通達位) · 수습위(修習位) · 구경위(究竟位)의 5위의 수행계위 가운데 제4위인 수습위(修習位)를 뜻한다. 수습위는 부파불교의 설일체유부의 견도(見道) · 수도(修道) · 무학도(無學道)의 3도의 수행계위 가운데 수도에 해당한다.

## 숭중현선
숭중현선(崇重賢善)은 자법력(自法力)에 의지하여 현선(賢善, 산스크리트어: ārya) 즉 성인됨[聖, 산스크리트어: ārya]을 받들고 존중하는 것으로, 《성유식론》 제6권에 따르면, 선심소에 속한 마음작용인 참(慚)의 본질적 성질이다.

## 수증
수증(隨增)은 수순증장(隨順增長) 즉 '따라 증가한다' · '따라 증장한다' · '계합하여 증가한다' 또는 '계합하여 증장한다'는 뜻이다. 예) 번뇌는 유루법을 반연(攀緣)하여 수증(隨增)한다.

## 수취온
수취온(受取蘊)은 유위법의 무더기 중 하나인 수온(受蘊: 지각 무더기)이 유루에 통한 경우로, 취(取: 번뇌)로 생겨나고 취(取: 번뇌)의 부림을 받으며 취(取: 번뇌)를 낳는 지각(知覺) 무더기라는 의미에서 수취온(受取蘊: 지각 번뇌 무더기)이라 부른다.
(참고: 5온, 5무루온, 5취온)

## 수행
1. 수행(修行), 수(修) 또는 닦음은 4성제 가운데 도제(道諦)를 말한다. 3학(三學) · 8정도(八正道) · 37도품(三十七道品) · 4제현관(四諦現觀) · 6바라밀(六波羅蜜) 등을 말한다.
2. 수행(修行), 수(修) 또는 닦음은 교법 즉 불교의 가르침을 실제로 익히고, 교법에 따라 자신을 수양하고, 교법을 실천하는 것을 말한다.
2. 수행(修行), 수(修) 또는 닦음은 불교의 교법대로 실천하는 것을 말한다. 특히 특정한 방편 즉 수행법을 실행하는 것을 뜻한다. 수행은 처음에 발심으로 시작하는데, 뒤에 과(果)를 받는 것은 수행이 가진 가치이다.
3. 수행(修行), 수(修) 또는 닦음은 선(善)에 전주(專注)하는 것 즉 전념(專念)하는 것을 본질[性]로 하는 행위 또는 실천이다.
4. 수행(修行), 수(修) 또는 닦음은 오로지 한 생각에만 집중하여, 한결같이 그것을 잊지 않고 그것 외에 다른 생각이 일어나지 못하도록 하는 노력을 말한다.
5. 수행(隨行)의 문자 그대로의 뜻은 '(~을) 따라 행한다'인데, 《아비달마구사론》 제3권에서 인용하고 있는, 아래 인용문에 나타난 고타마 붓다의 언급에 따르면, 수(隨)는 섭수(攝受)를 뜻하고 행(行)은 이끔[導]을 뜻한다. 이에 따르면 수행(隨行)은 '(~을) 섭수하여 이끈다'는 뜻이다. 수(隨)의 문자 그대로의 뜻인 '(~을) 따라[隨順]'와  여기서 말하는 뜻인 '(~을) 섭수하여'에 따르면, 수번뇌(隨煩惱)는 문자 그대로의 뜻으로는 '(근본번뇌를) 따라 일어난 번뇌'를 뜻하고 후자의 뜻으로는 '(근본번뇌를) 섭수하여 일어난 번뇌'를 뜻하는데, 실제로 수번뇌는 근본번뇌로부터 파생된 단순한 2차적인 번뇌가 아니라 근본번뇌가 강화된 형태의 번뇌이다.
 自在隨行者。如契經言。

 心能導世間 心能遍攝受

 如是心一法 皆自在隨行
 
자유 자재로 섭수하고 이끈다[自在隨行: 문자 그대로는 '자유 자재로 따라 행한다']고 함은 계경에서 말한 바와 같다.

 마음이 능히 세간을 이끌며

 마음이 능히 세간을 두루 섭수하니

 이와 같이 마음이라는 일법[心一法]이

 모든 것을 자유 자재로 섭수하고 이끈다[自在隨行: 문자 그대로는 '자유 자재로 따라 행한다'].
 — 《아비달마구사론》 제3권. 한문본 & 한글본

## 수혜
수혜(修慧, 산스크리트어: bhāvanāmayī prajñā)는 3가지 뛰어난 유루혜(有漏慧), 즉 3가지 뛰어난 세간의 지혜인 문혜(聞慧) · 사혜(思慧) · 수혜(修慧)의 3혜(三慧)의 하나이다. 수소성혜(修所成慧)라고도 한다. 또한 3혜에 생득혜(生得慧)를 더한 4혜(四慧)의 하나이다. 3혜는 모두 무루성혜(無漏聖慧) 즉 무루지(無漏智)가 생겨나게 하는 역할을 한다.
수혜(修慧) 또는 수소성혜(修所成慧)는 스승이나 친구로부터 들은 교법을 바탕으로 반복적으로 선정(禪定, 等持)을 수행함으로써 생겨나는 뛰어난 지혜[勝慧]를 말하며, 사혜(思慧)를 근거 또는 바탕으로 하여 성립된다.

## 수혹
1. 수혹(修惑)은 수소단(修所斷)의 다른 말이다.
2. 수혹(隨惑)은 수번뇌(隨煩惱)의 다른 말이다.

## 숙업
숙업(宿業, 산스크리트어: pūrva-karma, 팔리어: pubba-kamma)은 지난 생들에서 지은 선업과 악업을 말한다. 숙작업(宿作業)이라고도 한다.
불교의 인과응보 사상에 따르면, 유정의 현재의 생의 모습은 스스로 지은 숙업에 따라 자연법칙적으로 일어나는 과보이며 또한 현재의 생에서 새로이 짓는 업에 따라 숙업은 그 총체적 양태가 변화되고 그에 따른 미래의 생의 모습이 자연법칙적으로 과보로서 일어난다.

## 숙작업
숙작업(宿作業)은 숙업(宿業)의 다른 말이다.

## 순고수촉
1. 순고수촉(順苦受觸)은  촉(觸)의 마음작용을 3가지로 나눈 순락수촉(順樂受觸) · 순고수촉(順苦受觸) · 순불고불락수촉(順不苦不樂受觸)의 3촉(三觸) 가운데 하나로, 이 촉(觸)에 바탕하여 3수(三受) 가운데 고수(苦受) 즉 괴로운 느낌이 따라 일어나는 촉(觸)을 말한다.
2. 순고수촉(順苦受觸)은  촉(觸)의 마음작용을 5가지로 나눈 순락수촉(順樂受觸) · 순고수촉(順苦受觸) · 순희수촉(順喜受觸) · 순우수촉(順憂受觸) · 순사수촉(順捨受觸)의 5촉(五觸) 가운데 하나로, 이 촉(觸)에 바탕하여 5수(五受) 가운데 고수(苦受) 즉 괴로운 느낌이 따라 일어나는 촉(觸)을 말한다.

## 순락수촉
1. 순락수촉(順樂受觸)은  촉(觸)의 마음작용을 3가지로 나눈 순락수촉(順樂受觸) · 순고수촉(順苦受觸) · 순불고불락수촉(順不苦不樂受觸)의 3촉(三觸) 가운데 하나로, 이 촉(觸)에 바탕하여 3수(三受) 가운데 낙수(樂受) 즉 즐거운 느낌이 따라 일어나는 촉(觸)을 말한다.
2. 순락수촉(順樂受觸)은  촉(觸)의 마음작용을 5가지로 나눈 순락수촉(順樂受觸) · 순고수촉(順苦受觸) · 순희수촉(順喜受觸) · 순우수촉(順憂受觸) · 순사수촉(順捨受觸)의 5촉(五觸) 가운데 하나로, 이 촉(觸)에 바탕하여 5수(五受) 가운데 낙수(樂受) 즉 즐거운 느낌이 따라 일어나는 촉(觸)을 말한다.

## 순불고불락수촉
순불고불락수촉(順不苦不樂受觸)은  촉(觸)의 마음작용을 3가지로 나눈 순락수촉(順樂受觸) · 순고수촉(順苦受觸) · 순불고불락수촉(順不苦不樂受觸)의 3촉(三觸) 가운데 하나로, 이 촉(觸)에 바탕하여 3수(三受) 가운데 불고불락수(不苦不樂受) 즉 괴롭지도 즐겁지도 않은 느낌이 따라 일어나는 촉(觸)을 말한다.

## 순사수촉
순사수촉(順捨受觸)은  촉(觸)의 마음작용을 5가지로 나눈 순락수촉(順樂受觸) · 순고수촉(順苦受觸) · 순희수촉(順喜受觸) · 순우수촉(順憂受觸) · 순사수촉(順捨受觸)의 5촉(五觸) 가운데 하나로, 이 촉(觸)에 바탕하여 5수(五受) 가운데 사수(捨受) 즉 즐겁지도 괴롭지도 않은 느낌 또는 기쁘지도 근심스럽지도 않은 느낌이 따라 일어나는 촉(觸)을 말한다.

## 순우수촉
순우수촉(順憂受觸)은  촉(觸)의 마음작용을 5가지로 나눈 순락수촉(順樂受觸) · 순고수촉(順苦受觸) · 순희수촉(順喜受觸) · 순우수촉(順憂受觸) · 순사수촉(順捨受觸)의 5촉(五觸) 가운데 하나로, 이 촉(觸)에 바탕하여 5수(五受) 가운데 우수(憂受) 즉 근심의 느낌이 따라 일어나는 촉(觸)을 말한다.

## 순희수촉
순희수촉(順喜受觸)은  촉(觸)의 마음작용을 5가지로 나눈 순락수촉(順樂受觸) · 순고수촉(順苦受觸) · 순희수촉(順喜受觸) · 순우수촉(順憂受觸) · 순사수촉(順捨受觸)의 5촉(五觸) 가운데 하나로, 이 촉(觸)에 바탕하여 5수(五受) 가운데 희수(樂受) 즉 기쁜 느낌이 따라 일어나는 촉(觸)을 말한다.

## 순후수업
순후수업(順後受業)이란 현재생(제1생)에서 지은 업 중에서 미래생(제2생)이 아니라 그 다음 미래생(제3생) 혹은 그 이후에 과보를 초래하는 업을 말한다. 예를 들어, 《구사론》에 따르면, 현재생(제1생)에서 무상정을 닦으면 미래생(제2생)에 광과천(또는 무상천)에 태어나는데 무상정의 세력이 광과천(또는 무상천)에서 다하고 나고 태어나는 제3생은 반드시 욕계에서의 생이다. 이 때의 욕계에서의 생을 초래하는 제1생에서의 무상정이 순후수업에 해당한다.

## 승
승(勝)은 수승한 것 · 수승한 법 · 뛰어난 것 · 뛰어난 법 · 나은 것 또는 나은 법이라는 뜻으로, 5온 각각이 가지는 과거(過去) · 미래(未來) · 현재(現在) · 내(內) · 외(外) · 추(麤) · 세(細) · 열(劣) · 승(勝) · 원(遠) · 근(近)의 총 11가지의 품류차별 또는 품류, 즉 11품류 가운데 '승'을 말한다.
번뇌에 오염되지 않은 색 · 수 · 상 · 행 또는 식을 뜻하며, 혹은 뜻에 맞는 즉 마음에 드는[可意] 색 · 수 · 상 · 행 또는 식을 뜻한다.

## 승의선
승의선(勝義善)은 4선(四善) 중의 하나로, 진실의 해탈, 즉 열반을 말한다. 열반은 최고로 안온(安隱)하며 모든 괴로움이 영원히 적멸해 있기 때문에 승의선이라고 한다.

## 승해
승해(勝解,
산스크리트어: adhimokṣa,
adhimoksha,
adhimukti,
팔리어: adhimokkha,
영어: interest,
intensified interest,
decision,
firm conviction,
resolution)은
설일체유부의 5위 75법에서 심소법(心所法: 46가지) 중
대지법(大地法: 10가지) 가운데 하나이며,
유식유가행파와 법상종의 5위 100법에서 심소법(心所法: 51가지) 중
별경심소(別境心所: 5가지) 가운데 하나이다.
승해(勝解)는 뛰어난 이해 또는 확실한 이해라는 뜻으로 대상을 살펴서 요해(了解: 확연히 알아서 자세히 납득함)하여, 대상의 시(是)·비(非)와 사(邪)·정(正)을 인가(印可: 확실히 이런 것이라고 확정함) · 결정(決定: 매듭을 지음, 확정적인 판단을 내림)하는 마음작용이다. 예를 들어, 어떤 교의가 옳은 지[正] 그른 지[邪]를 판정하는 것은 승해(勝解)에 속한다.

## 참고 문헌
- 이 문서에는 다음커뮤니케이션(현 카카오)에서 GFDL 또는 CC-SA 라이선스로 배포한 글로벌 세계대백과사전의 내용을 기초로 작성된 글이 포함되어 있습니다.
- 가전연자 지음, 승가제바·축불념 한역, 권오민 번역 (K.943, T.1543). 《아비담팔건도론》. 한글대장경 검색시스템 - 전자불전연구소 / 동국역경원. K.943(24-695), T.1543(26-771).
- 고려대장경연구소. 《고려대장경 전자 불교용어사전》. 고려대장경 지식베이스 / (사)장경도량 고려대장경연구소.
- 고익진 (1989). 《한국 고대 불교 사상사》. 동국대학교 출판부.
- 곽철환 (2003). 《시공 불교사전》. 시공사 / 네이버 지식백과.
- 구나발타라(求那跋陀羅) 한역 (K.650, T.99). 《잡아함경》. 한글대장경 검색시스템 - 전자불전연구소 / 동국역경원. K.650(18-707), T.99(2-1).
- 구나발타라 한역, 번역자 미상 (K.54, T.353). 《승만경》. 한글대장경 검색시스템 - 전자불전연구소 / 동국역경원. K.54(6-1361), T.353(12-217).
- 구마라습 한역, 차차석 번역 (K.991, T.614). 《좌선삼매경》. 한글대장경 검색시스템 - 전자불전연구소 / 동국역경원. K.991(30-128), T.614(15-269).
- 권오민 (1991). 《경량부철학의 비판적 체계 연구》. 동국대학원 철학박사 학위논문.
- 권오민 (2003). 《아비달마불교》. 민족사.
- 담무참 한역, 번역자 미상 (K.105, T.374). 《대반열반경》. 일명 《북본열반경》. 한글대장경 검색시스템 - 전자불전연구소 / 동국역경원. K.105(9-1), T.374(12-365).
- 목건련 지음, 현장 한역, 송성수 번역 (K.945, T.1537). 《아비달마법온족론》. 한글대장경 검색시스템 - 전자불전연구소 / 동국역경원. K.945(24-1091), T.1537(26-453).
- 무착 지음, 바라파밀다라 한역, 이영무 번역 (K.586, T.1604). 《대승장엄경론》. 한글대장경 검색시스템 - 전자불전연구소 / 동국역경원. K.586(16-843), T.1604(31-589).
- 무착 지음, 현장 한역 (K.571, T.1602). 《현양성교론》. 한글대장경 검색시스템 - 전자불전연구소 / 동국역경원. K.571(16-1), T.1602(31-480).
- 무착 지음, 현장 한역, 이한정 번역 (K.572, T.1605). 《대승아비달마집론》. 한글대장경 검색시스템 - 전자불전연구소 / 동국역경원. K.572(16-157), T.1605(31-663).
- 미륵 지음, 현장 한역, 강명희 번역 (K.614, T.1579). 《유가사지론》. 한글대장경 검색시스템 - 전자불전연구소 / 동국역경원. K.570(15-465), T.1579(30-279).
- 법구 지음, 승가발마 등 한역, 김형준 번역 (K.960, T.1552). 《잡아비담심론》. 한글대장경 검색시스템 - 전자불전연구소 / 동국역경원. K.960(28-391), T.1552(28-869).
- 법승 지음, 승가제바·혜원 한역, 김재천 번역 (K.959, T.1550). 《아비담심론》. 한글대장경 검색시스템 - 전자불전연구소 / 동국역경원. K.959 (28-355), T.1550 (28-809).
- 법장 술, 노혜남 번역 (K.1513, T.1733). 《화엄경탐현기》. 한글대장경 검색시스템 - 전자불전연구소 / 동국역경원. K.1513(47-458), T.1733(35-107).
- 불타야사·축불념 한역, 번역자 미상 (K.647, T.1). 《장아함경》. 한글대장경 검색시스템 - 전자불전연구소 / 동국역경원. K.647(17-815), T.1(1-1).
- 사리자 설, 현장 한역, 송성수 번역 (K.946, T.1536). 《아비달마집이문족론》. 한글대장경 검색시스템 - 전자불전연구소 / 동국역경원. K.946(24-1183), T.1536(26-367).
- 서정형 (2004). 《나가르주나 『중론』(해제)》. 서울대학교 철학사상연구소 / 네이버 지식백과.
- 서정형 (2004b). 《『밀린다팡하』(해제)》. 서울대학교 철학사상연구소 / 네이버 지식백과.
- 세우 지음, 구나발타라·보리야사 한역, 송성수 번역 (K.950, T.1541). 《중사분아비담론》. 한글대장경 검색시스템 - 전자불전연구소 / 동국역경원. K.950(25-271), T.1541(26-627).
- 세우 지음, 현장 한역, 송성수 번역 (K.949, T.1542). 《아비달마품류족론》. 한글대장경 검색시스템 - 전자불전연구소 / 동국역경원. K.949(25-149), T.1542(26-692).
- 세친 지음, 현장 한역, 권오민 번역 (K.955, T.1558). 《아비달마구사론》. 한글대장경 검색시스템 - 전자불전연구소 / 동국역경원. K.955(27-453), T.1558(29-1).
- 세친 지음, 현장 한역, 김묘주 번역 (K.594, T.1597). 《섭대승론석》. 한글대장경 검색시스템 - 전자불전연구소 / 동국역경원. K.594(17-76), T.1597(31-321).
- 세친 지음, 현장 한역, 송성수 번역 (K.618, T.1612). 《대승오온론》. 한글대장경 검색시스템 - 전자불전연구소 / 동국역경원. K.618(17-637), T.1612(31-848).
- 세친 지음, 현장 한역, 송성수 번역 (K.644, T.1614). 《대승백법명문론》. 한글대장경 검색시스템 - 전자불전연구소 / 동국역경원. K.644(17-808), T.1614(31-855).
- 승가제바(僧伽提婆) 한역. 《중아함경》. 한글대장경 검색시스템 - 전자불전연구소 / 동국역경원.
- 안혜 지음, 지바하라 한역, 조환기 번역 (K.619, T.1613). 《대승광오온론》. 한글대장경 검색시스템 - 전자불전연구소 / 동국역경원. K.619(17-641), T.1613(31-850).
- 안혜 지음, 현장 한역, 이한정 번역 (K.576, T.1605). 《대승아비달마잡집론》. 한글대장경 검색시스템 - 전자불전연구소 / 동국역경원. K.576(16-228), T.1606(31-694).
- 오백 아라한 지음, 현장 한역, 송성수 번역 (K.952, T.1545). 《아비달마대비바사론》. 한글대장경 검색시스템 - 전자불전연구소 / 동국역경원. K.952(26-1,27-1), T.1545(27-1).
- 운월 (2005). 《근본불교의 수행체계에 대하여》. 한국선학회.
- 운허.  동국역경원 편집, 편집. 《불교 사전》.
- 용수 지음, 구마라습 한역, 김성구 번역 (K.549, T.1509). 《대지도론》. 한글대장경 검색시스템 - 전자불전연구소 / 동국역경원. K.549(14-493), T.1509(25-57).
- 용수 지음, 구마라습 한역, 박인성 번역 (K.577, T.1564). 《중론》. 한글대장경 검색시스템 - 전자불전연구소 / 동국역경원. K.577(16-350), T.1564(30-1).
- 제바설마 지음, 현장 한역, 송성수 번역 (K.947, T.1539). 《아비달마식신족론》. 한글대장경 검색시스템 - 전자불전연구소 / 동국역경원. K.947 (25-1), T.1539 (26-531).
- 중현 지음, 현장 한역, 권오민 번역 (K.956, T.1562). 《아비달마순정리론》. 한글대장경 검색시스템 - 전자불전연구소 / 동국역경원. K.956(27-680), T.1562(29-329).
- 중현 지음, 현장 한역, 권오민 번역 (K.957, T.1563). 《아비달마장현종론》. 한글대장경 검색시스템 - 전자불전연구소 / 동국역경원. K.957(28-1), T.1563(29-777).
- 축불념 한역, 노혜능 번역 (K.530, T.1485). 《보살영락본업경》. 한글대장경 검색시스템 - 전자불전연구소 / 동국역경원. K.530(14-374), T.1485(24-1010).
- 최봉수 (1999). 〈색온에서의 색의 의미 - 구사론과 청정도론의 색온론을 비교하여〉. 《불교학보》.
- 현장 한역, 김달진 번역 (K.154, T.676). 《해심밀경》. 한글대장경 검색시스템 - 전자불전연구소 / 동국역경원. K.154(10-709), T.676(16-688).
- 호법 등 지음, 현장 한역, 김묘주 번역 (K.614, T.1585). 《성유식론》. 한글대장경 검색시스템 - 전자불전연구소 / 동국역경원. K.614(17-510), T.1585(31-1).
- 황욱 (1999). 《무착[Asaṅga]의 유식학설 연구》. 동국대학원 불교학과 박사학위논문.
- (영어) Bodhi, Bhikkhu (trans.) (2000). 《The Connected Discourses of the Buddha: A Translation of the Samyutta Nikaya》. Boston: Wisdom Publications. ISBN 0-86171-331-1.
- (영어) Dawson, John (1888). 《A Classical Dictionary Of Hindu Mythology And Religion Geography History And Literature》. London: Trübner.
- (영어) DDB. 《Digital Dictionary of Buddhism (電子佛教辭典)》. Edited by A. Charles Muller.
- (영어) Macdonell, Arthur Anthony (1929). 《A practical Sanskrit dictionary with transliteration, accentuation, and etymological analysis throughout》. London: Oxford University Press.
- (영어) Gethin, R.M.L. (1992). 《The Buddhist Path to Awakening: A Study of the Bodhi-Pakkhiyā Dhammā》. Leiden: E.J. Brill. ISBN 90-04-09442-3.
- (영어) Rhys Davids, Caroline A.F. ([1900], 2003). 《Buddhist Manual of Psychological Ethics, of the Fourth Century B.C., Being a Translation, now made for the First Time, from the Original Pāli, of the First Book of the Abhidhamma-Piṭaka, entitled Dhamma-Saṅgaṇi (Compendium of States or Phenomena)》. Whitefish, MT: Kessinger Publishing. ISBN 0-7661-4702-9.
- (영어) Sanskrit and Tamil Dictionaries. 《Cologne Digital Sanskrit Dictionaries》. Institute of Indology and Tamil Studies, Cologne University (www.sanskrit-lexicon.uni-koeln.de).
- (영어) Rhys Davids, T.W. & William Stede (eds.) (1921-5). 《The Pali Text Society's Pali–English Dictionary》. Chipstead: Pali Text Society.
- (영어) Thanissaro Bhikkhu (1996, 1998). 《Wings to Awakening》. Retrieved 2008-07-07 from "Access to Insight" at http://www.accesstoinsight.org/lib/authors/thanissaro/wings/index.html.
- (중국어) 가다연니자 조, 현장 한역 (T.1544). 《아비달마발지론(阿毘達磨發智論)》. 대정신수대장경. T26, No. 1544, CBETA.
- (중국어) 가전연자 지음, 승가제바·축불념 한역 (T.1543). 《아비담팔건도론(阿毘曇八犍度論)》. 대정신수대장경. T26, No. 1543, CBETA.
- (중국어) 구나발타라(求那跋陀羅) 한역 (T.99). 《잡아함경(雜阿含經)》. 대정신수대장경. T2, No. 99, CBETA.
- (중국어) 구나발타라 한역 (T.353). 《승만경(勝鬘經)》. 대정신수대장경. T12, No. 353, CBETA.
- (중국어) 구마라습 한역 (T.614). 《좌선삼매경(坐禪三昧經)》. 대정신수대장경. T15, No. 614, CBETA. }
- (중국어) 규기 찬 (T.1830). 《성유식론술기(成唯識論述記)》. 대정신수대장경. T43, No. 1830, CBETA.
- (중국어) 규기 찬 (T.1861). 《대승법원의림장(大乘法苑義林章)》. 대정신수대장경. T45, No. 1861, CBETA.
- (중국어) 길장 찬 (T.1744). 《승만보굴(勝鬘寶窟)》. 대정신수대장경. T37, No. 1744, CBETA.
- (중국어) 담무참 한역 (T.374). 《대반열반경(大般涅槃經)》. 일명 《북본열반경》. 대정신수대장경. T12, No. 374, CBETA.
- (중국어) 목건련 조, 현장 한역 (T.1537). 《아비달마법온족론(阿毘達磨法蘊足論)》. 대정신수대장경. T26, No. 1537, CBETA.
- (중국어) 무착 조, 바라파밀다라 한역 (T.1604). 《대승장엄경론(大乘莊嚴經論)》. 대정신수대장경. T31, No. 1604, CBETA.
- (중국어) 무착 조, 현장 한역 (T.1602). 《현양성교론(顯揚聖教論)》. 대정신수대장경. T31, No. 1602, CBETA.
- (중국어) 무착 조, 현장 한역 (T.1605). 《대승아비달마집론(大乘阿毘達磨集論)》. 대정신수대장경. T31, No. 1605, CBETA.
- (중국어) 미륵 조, 현장 한역 (T.1579). 《유가사지론(瑜伽師地論)》. 대정신수대장경. T30, No. 1579. CBETA.
- (중국어) 법구 조, 승가발마 등 한역 (T.1552). 《잡아비담심론(雜阿毘曇心論)》. 대정신수대장경. T28, No. 1552, CBETA.
- (중국어) 법승 조, 승가제바·혜원 한역 (T.1550). 《아비담심론(阿毘曇心論)》. 대정신수대장경. T28, No. 1550, CBETA.
- (중국어) 법운 편찬 (T.2131). 《번역명의집(翻譯名義集)》. 대정신수대장경. T54, No. 2131, CBETA.
- (중국어) 법장 술 (T.1733). 《화엄경탐현기(華嚴經探玄記)》. 대정신수대장경. T35, No. 1733, CBETA.
- (중국어) 佛門網. 《佛學辭典(불학사전)》.
- (중국어) 불타야사·축불념 한역 (T.1). 《장아함경(長阿含經)》. 대정신수대장경. T1, No. 1, CBETA. }
- (중국어) 사리자 설, 현장 한역 (T.1536). 《아비달마집이문족론(阿毘達磨集異門足論)》. 대정신수대장경. T26, No. 1536, CBETA.
- (중국어) 색건타라 조, 현장 한역 (T.1554). 《입아비달마론(入阿毘達磨論)》. 대정신수대장경. T28, No. 1554, CBETA. }
- (중국어) 星雲. 《佛光大辭典(불광대사전)》 3판.
- (중국어) 세우 조, 구나발타라·보리야사 한역 (T.1541). 《중사분아비담론(眾事分阿毘曇論)》. 대정신수대장경. T26, No. 1541, CBETA.
- (중국어) 세우 조, 현장 한역 (T.1542). 《아비달마품류족론(阿毘達磨品類足論)》. 대정신수대장경. T26, No. 1542, CBETA.
- (중국어) 세친 조, 진제 한역 (T.1559). 《아비달마구사석론(阿毘達磨俱舍釋論)》. 대정신수대장경. T29, No. 1559, CBETA.
- (중국어) 세친 조, 현장 한역 (T.1558). 《아비달마구사론(阿毘達磨俱舍論)》. 대정신수대장경. T29, No. 1558, CBETA.
- (중국어) 세친 조, 현장 한역 (T.1597). 《섭대승론석(攝大乘論釋)》. 대정신수대장경. T31, No. 1597, CBETA.
- (중국어) 세친 조, 현장 한역 (T.1612). 《대승오온론(大乘五蘊論)》. 대정신수대장경. T31, No. 1612, CBETA.
- (중국어) 세친 조, 현장 한역 (T.1614). 《대승백법명문론(大乘百法明門論)》. 대정신수대장경. T31, No. 1614, CBETA.
- (중국어) 세친 조, 현장 한역, 규기 주해 (T.1836). 《대승백법명문론해(大乘百法明門論解)》. 대정신수대장경. T44, No. 1836_, CBETA.
- (중국어) 승가제바(僧伽提婆) 한역 (T.26). 《중아함경(中阿含經)》. 대정신수대장경. T1, No. 26, CBETA.
- (중국어) 阿含辭典. 《阿含辭典(아함사전)》.
- (중국어) 안혜 조, 지바하라 한역 (T.1613). 《대승광오온론(大乘廣五蘊論)》. 대정신수대장경. T31, No. 1613, CBETA.
- (중국어) 안혜 조, 현장 한역 (T.1606). 《대승아비달마잡집론(大乘阿毘達磨雜集論)》. 대정신수대장경. T31, No. 1606, CBETA.
- (중국어) 연수 편찬 (T.2016). 《종경록(宗鏡錄)》. 대정신수대장경. T48, No. 2016, CBETA.
- (중국어) 오백 아라한 조, 현장 한역 (T.1545). 《아비달마대비바사론(阿毘達磨大毘婆沙論)》. 대정신수대장경. T27, No. 1545, CBETA.
- (중국어) 용수 조, 구마라습 한역 (T.1509). 《대지도론(大智度論)》. 대정신수대장경. T25, No. 1509, CBETA. }
- (중국어) 용수 조, 구마라습 한역 (T.1564). 《중론(中論)》. 대정신수대장경. T30, No. 1564, CBETA.
- (중국어) 원측 찬 (X.369). 《해심밀경소(解深密經疏)》. 만신찬속장경. X21, No. 369, CBETA.
- (중국어) 원휘(圓暉) (T.1823). 《구사론송소론본(俱舍論頌疏論本)》. 대정신수대장경. T41, No. 1823, CBETA.
- (중국어) 丁福保. 《佛學大辭典(불학대사전)》. 一行佛學辭典搜尋.
- (중국어) 제관 록 (T.1931). 《천태사교의(天台四教儀)》. 대정신수대장경. T46, No. 1931, CBETA.
- (중국어) 제바설마 조, 현장 한역 (T.1539). 《아비달마식신족론(阿毘達磨識身足論)》. 대정신수대장경. T26, No. 1539, CBETA.
- (중국어) 중현 조, 현장 한역 (T.1562). 《아비달마순정리론(阿毘達磨順正理論)》. 대정신수대장경. T29, No. 1562, CBETA.
- (중국어) 중현 조, 현장 한역 (T.1563). 《아비달마장현종론(阿毘達磨藏顯宗論)》. 대정신수대장경. T29, No. 1563, CBETA.
- (중국어) 지의 설, 관정 록 (T.1783). 《금광명경현의(金光明經玄義)》. 대정신수대장경. T39, No. 1783, CBETA. }
- (중국어) 지의 설, 법신 기 (T.1916). 《석선바라밀차제법문(釋禪波羅蜜次第法門)》. 대정신수대장경. T46, No. 1916, CBETA.
- (중국어) 축불념 한역 (T.1485). 《보살영락본업경(菩薩瓔珞本業經)》. 대정신수대장경. T24, No. 1485, CBETA.
- (중국어) 현장 한역 (T.1563). 《해심밀경(解深蜜經)》. 대정신수대장경. T16, No. 676, CBETA.
- (중국어) 혜원 찬 (T.1851). 《대승의장(大乘義章)》. 대정신수대장경. T44, No. 1851, CBETA.
- (중국어) 호법 등 지음, 현장 한역 (T.1585). 《성유식론(成唯識論)》. 대정신수대장경. T31, No. 1585, CBETA.